# Echeveria procera
Echeveria procera är en fetbladsväxtart som beskrevs av Reid Venable Moran. Echeveria procera ingår i släktet Echeveria och familjen fetbladsväxter. Inga underarter finns listade i Catalogue of Life.